# Buffalo River (Wisconsin)
Der Buffalo River ist ein 110,6 km langer linker Nebenfluss des Mississippi River im Westen Wisconsins in den Vereinigten Staaten.

## Verlauf
Der Buffalo River bildet sich in der Stadt Osseo im Nordosten des Trempealeau County durch das Zusammenfließen der nördlichen und südlichen Nebenflüsse, wovon beide ca. 26 km lang sind und im nordwestlichen Jackson County entspringen. Von Osseo aus fließt der Fluss westwärts ins Buffalo County, vorbei an den Dörfern Strum, Eleva und Mondovi. Bei Mondovi gibt es einen Richtungswechsel gegen Südwesten. 3 km nordwestlich von Alma mündet der Strom in den Mississippi.
Für die letzten 8 km des Verlaufs wird der Buffalo von Marschland umgeben, bevor er sich in den Rieck's Lake verläuft, ein Zwischenhalt tausender Zugvögel wie Pfeifschwäne und andere Wasservögel. Der Rieck's Lake wiederum verläuft in einen flussartigen See, Buffalo Slough genannt, welcher schon Teil des Mississippi ist.

## Andere Namen
Das BGN entschied sich für die offizielle Bezeichnung «Buffalo River» im Jahr 1930, für den nördlichen, wichtigeren Nebenfluss, wurde 1969 der Name «North Fork» festgesetzt. Der Fluss ist auch bekannt unter den Namen:
- Beef River (deutsch Rindfleischfluss)
- Beef Slough (deutsch Rindfleischsumpf)
- River of Wild Bulls (deutsch Fluss der wilden Stiere)
- Riviere de Beeufs